# Alburnus sellal
Alburnus sellal är en fiskart som beskrevs av Heckel, 1843. Alburnus sellal ingår i släktet Alburnus och familjen karpfiskar. Inga underarter finns listade i Catalogue of Life.